# Volkovo
Volkovo (en macédonien Волково) est un grand village situé à Ǵorče Petrov, une des dix municipalités spéciales qui constituent la ville de Skopje, capitale de la Macédoine du Nord. Le village comptait 6750 habitants en 2002. Il se trouve au nord de Novo Selo, un faubourg de Skopje, et au sud du périphérique. Du fait de sa proximité avec le centre de Skopje, il est en constante extension.
Volkovo vit principalement de ses petites usines (céramique, tapis, cuir et eau minérale). Il possède également un hippodrome.
Le village est également connu pour ses nécropoles. La plus ancienne, celle de Doubitché, date de l'âge du fer. Les autres, Libada, Ouchi et Tsrkvisté, datent de l'époque romaine. Les poteries, les bijoux et les armes retrouvés sur ces sites sont exposés au Musée de la ville de Skopje ainsi qu'au Musée de Macédoine.

## Démographie
Lors du recensement de 2002, le village comptait :
- Macédoniens : 6 187
- Serbes : 429
- Roms : 45
- Valaques : 5
- Bosniaques : 1
- Autres : 83